# Таскудык (Жетысуская область)
Таскудык (каз. Тасқұдық, до 1993 г. — Кирово) — село в Саркандском районе Жетысуской области Казахстана. Входит в состав Бакалинского сельского округа. Находится на примерно в 36 км к северо-востоку от районного центра, города Сарканд. Код КАТО — 196037300.

## Население
В 1999 году население села составляло 348 человек (183 мужчины и 165 женщин). По данным переписи 2009 года, в селе проживало 288 человек (146 мужчин и 142 женщины).